# Ingrid Schneider (Politikwissenschaftlerin)
Ingrid Schneider (* 1962) ist eine deutsche Politikwissenschaftlerin und Professorin am Institut für Politikwissenschaft der Universität Hamburg.

## Akademische Ausbildung
Ingrid Schneider legte 1987 ihr Diplom in politischer Wissenschaft und 1996 ihre Dissertation Politische Wissenschaft an der Universität Hamburg ab. Im Jahr 2010 erlangte sie ihre Habilitation und Venia Legendi für Politische Wissenschaft.

## Berufliche Stellung
Seit 2014 ist Schneider Professorin am Institut für Politikwissenschaft der Universität Hamburg. Sie ist dort seit 2017 zugleich am Fachbereich Informatik im Arbeitsbereich Ethik in der Informationstechnologie tätig.

## Forschungs- und Lehrtätigkeiten
Seit 1990 ist Schneider als Lehrbeauftragte für Politikwissenschaft, Sozial- und Gesundheitsmanagement sowie Geschichte, Ethik, Governance und Technikfolgenabschätzung in Bremen und an verschiedenen Universitäten sowie am Europa-Kolleg in Hamburg tätig.
Von 2002 bis 2016 war sie als Wissenschaftliche Mitarbeiterin in der Fachgruppe Medizin/Neurowissenschaften des Forschungsschwerpunkts Biotechnologie, Gesellschaft und Umwelt (BIOGUM) der Universität Hamburg tätig. Ab 2010 war sie Privatdozentin am Institut für Politikwissenschaft der Universität Hamburg.
Sie ist tätig auf den Gebieten Governance-Forschung, Recht und Innovation, Science, Technology and Society (STS), Körperpolitik, Regulation der Biomedizin, Geistiges Eigentum und die Ethik in der Informationstechnologie. Ihre Schwerpunkte liegen u. a. in folgenden Bereichen:
- Policy-Analyse und Demokratietheorie
- Nationale, transnationale und supranationale Governance
- Europäische Integrationsforschung.[1]

## Berater- und Medientätigkeiten, ausgewählte Funktionen und Mitgliedschaften
Seit 2013 ist Schneider Mitglied der Expertengruppe der Europäischen Kommission „zur Entwicklung und den Implikationen des Patentrechts in der Bio- und Gentechnologie“. Seit 2010 ist sie Mitglied des wissenschaftlichen Beirats der Bundeszentrale für politische Bildung und, ebenfalls seit 2010, Mitglied des Vorstands der Europäischen Fachvereinigung „European Policy for Intellectual Property“ (EPIP).
Sie ist Mitglied in abida, einem interdisziplinären Forschungscluster zu Big Data.
1989 war sie Referentin für Entwicklungspolitik, Senatskanzlei Hamburg und von 1990 bis 1998 Redakteurin im Verlag Gruner + Jahr. Von 2000 bis 2002 war sie Sachverständiges Mitglied der Enquete-Kommission „Recht und Ethik der modernen Medizin“ des Deutschen Bundestages.

## Veröffentlichungen
Neben wissenschaftlichen Veröffentlichungen als Autorin und als Herausgeberin hat Ingrid Schneider folgende Monographien veröffentlicht:
- Das Europäische Patentsystem: Wandel von Governance durch Parlamente und Zivilgesellschaft, Campus Verlag, 2010, ISBN 978-3-59339-306-3
- Föten: der neue medizinische Rohstoff, Campus Verlag, 1995.
- Soziale Auswirkungen von Wirtschaftskrise und Strukturanpassung in Lateinamerika, In: Lateinamerika Analysen-Daten-Dokumentation, 1989.